# ميغان أندرسون
ميغان أندرسون (بالإنجليزية: Megan Dehn)‏ هي لاعبة كرة الشبكة أسترالية، ولدت في 9 نوفمبر 1974 في غوسفورد في أستراليا.